# Arrayanal
Arrayanal è un comune dell'Argentina, appartenente alla provincia di Jujuy, nel dipartimento di San Pedro.
In base al censimento del 2001, nel territorio comunale dimorano 1.143 abitanti, di cui 918 nella cittadina di Arrayanal.